# Lista de membros do Iron Maiden
Iron Maiden é uma banda britânica de heavy metal fundada em 1975 pelo baixista Steve Harris. Depois de várias mudanças de formação antes de gravarem álbuns, o grupo ficou formado pelo vocalista Paul Di'Anno, o guitarrista Dave Murray e o baterista Doug Sampson. A banda lançou um EP com quatro membros, antes de contratar o guitarrista Dennis Stratton em 1979. Doug Sampson foi demitido da banda por ser incapaz de lidar com a agenda de shows e, por sugestão de Stratton, foi substituído por Clive Burr, com quem a banda gravou seu auto-intitulado álbum de estreia em 1980. Ainda nesse ano, Stratton foi substituído pelo guitarrista Adrian Smith, devido a diferenças musicais, além da escolha de não viajar com a banda quando excursionaram com o Kiss na Unmasked Tour.
Durante a turnê de suporte para seu segundo trabalho de estúdio, Di'Anno foi demitido da banda devido ao seu intenso uso de drogas e álcool, que estava afetando suas performances ao vivo. O vocalista Bruce Dickinson deixou sua banda anterior, Samson, para fazer uma audição para o Iron Maiden em setembro de 1981 e juntou-se ao grupo pouco depois. Após o lançamento de seu terceiro álbum, The Number of the Beast, o baterista Nicko McBrain substituiu Burr, que deixou a banda devido a problemas pessoais e de programação na subsequente turnê "The Beast on the Road". Esta é considerada por muitos como a sua "formação clássica", com a qual lançou uma série de obras de alto impacto.
Em 1990, antes da gravação do seu oitavo álbum de estúdio, Smith foi convidado a deixar a banda devido a sua falta de entusiasmo, provocada pela "enxuta" direção musical que eles estavam tomando, o que Smith considerou "um passo para trás." Janick Gers, um velho amigo de Dickinson, que havia tocado em seu álbum solo de estreia, se tornou o novo guitarrista. Esta formação gravou mais um álbum antes de Dickinson sair em 1993, a fim de continuar sua carreira solo.
O Iron Maiden ouviu centenas de fitas apresentadas por vários cantores, até contratar Blaze Bayley para uma audição, com quem viria a lançar dois álbuns de estúdio, antes de sair da banda por consentimento mútuo em janeiro de 1999. Nesse ponto, a banda estava em conversações com Dickinson, que, após uma reunião com Steve Harris e  Rod Smallwood (empresário da banda) em Brighton, concordaram em se reunir com Adrian Smith, que recebeu um telefonema algumas horas mais tarde. Iron Maiden, portanto, tornou-se uma banda de seis integrantes e fizeram desde então mais quatro lançamentos de estúdio. A formação atual é a mais longa e mais estável da história da banda.

## Membros atuais
Steve Harris
Atividade: 1975–presente
Instrumentos: Baixo, backing vocals; teclado (1988, 1998–presente)
Contribuições na banda: Todos álbuns do Iron Maiden
Harris fundou a banda em dezembro de 1975 e é o único membro original do grupo.
Dave Murray
Atividade: 1976–1977, 1978–presente
Instrumentos: Guitarra solo e rítmica
Contribuições na banda: Todos álbuns do Iron Maiden
Depois de Steve Harris expressar sua insatisfação com as habilidades dos então guitarristas Dave Sullivan e Terry Rance, Murray fez o teste para a banda no final de 1976 por sugestão do então vocalista Dennis Wilcock. Após a saída de Sullivan e Rance em dezembro de 1976, Murray se juntou à banda durante seis meses até ser demitido após uma discussão com Wilcock. Seis meses depois, Wilcock deixou a banda e Murray foi imediatamente reintegrado e permanece com a banda desde então.
Adrian Smith
Atividade: 1980–1990, 1999–presente
Instrumentos: Guitarra rítmica e solo, backing vocals
Contribuições na banda: Todos álbuns do Iron Maiden de Killers a Maiden England (1989), em seguida, todos a partir de Brave New World (2000)
Amigo de infância de Dave Murray, Smith foi originalmente convidado a se juntar à banda em 1979, quando estavam prestes a assinar com a EMI, mas ele recusou a proposta para continuar com sua própria banda, Urchin. Um ano depois, o Urchin se desintegrou e Smith juntou-se ao Iron Maiden em novembro de 1980. Smith concordou em deixar o Iron Maiden em 1990, por não aprovar a direção que a banda estava buscando em seu próximo álbum,  No Prayer for the Dying. Após uma ausência de nove anos, durante os quais ele formou sua própria banda, Psycho Motel, e ter participado da carreira solo de Bruce Dickinson, Smith foi convidado para se juntar ao Iron Maiden em 1999.
Bruce Dickinson
Atividade: 1981–1993, 1999–presente
Instrumentos: Vocais
Contribuições na banda: Todos álbuns do Iron Maiden de The Number of the Beast (1982) a Live at Donington (1993), em seguida, todos a partir de Brave New World (2000)
Depois de ter admirado a banda de longe após um show em 1980, Dickinson concordou em deixar a sua banda, Samson, para fazer uma audição para o Iron Maiden em setembro de 1981, sendo imediatamente contratado. Em 1993, depois de muita discussão, Dickinson decidiu deixar a banda para se concentrar em sua carreira solo. Após um hiato de seis anos, durante o qual ele lançou quatro álbuns solo, o gerente da banda, Rod Smallwood, convenceu Dickinson a se juntar à banda em Janeiro de 1999.
Nicko McBrain
Atividade: 1982–presente
Instrumentos: Bateria, percussão
Contribuições na banda: Todos os álbuns desde Piece of Mind (1983)
McBrain se tornou amigo do Iron Maiden quando sua banda anterior, Trust, abriu shows para eles em 1981. Quando Clive Burr foi demitido no final de 1982, McBrain foi imediatamente convidado a se juntar ao grupo.
Janick Gers
Atividade: 1990–presente
Instrumentos: Guitarra solo e rítmica
Contribuições na banda: Todos os álbuns desde No Prayer for the Dying (1990)
Após a partida de Smith do Iron Maiden em 1990, Gers, que era então um membro da banda solo de Dickinson, foi convidado a aprender algumas músicas da banda para uma audição realizada três dias depois, durante o qual ele foi imediatamente contratado. Quando Smith voltou ao Iron Maiden em 1999, Harris insistiu que Gers permanecesse no grupo, criando a formação atual com três guitarras.

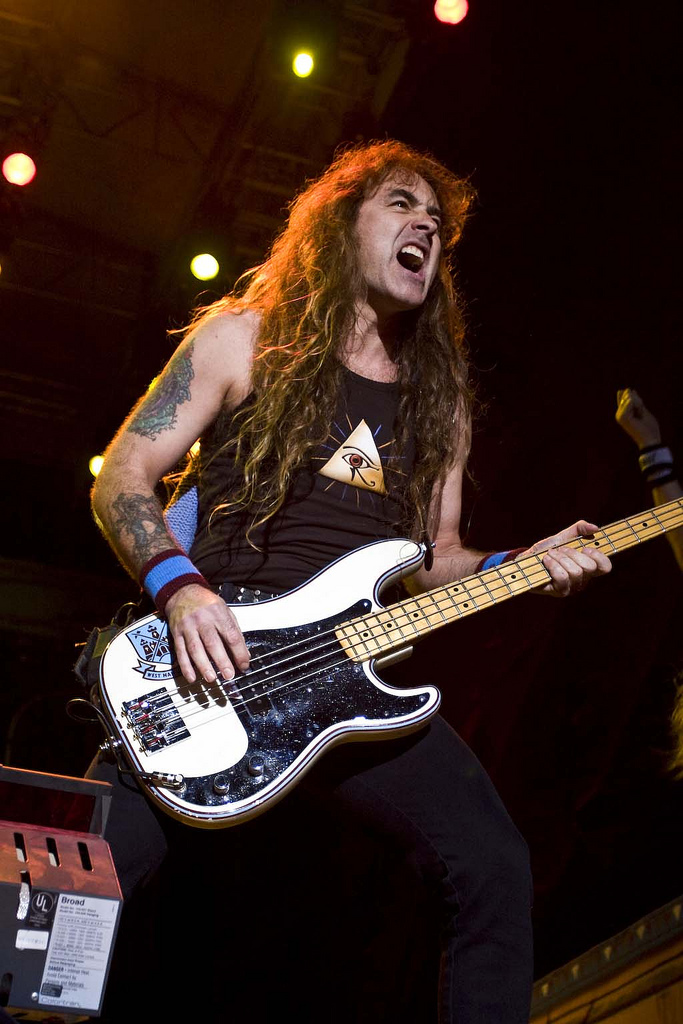
Steve Harris Baixo
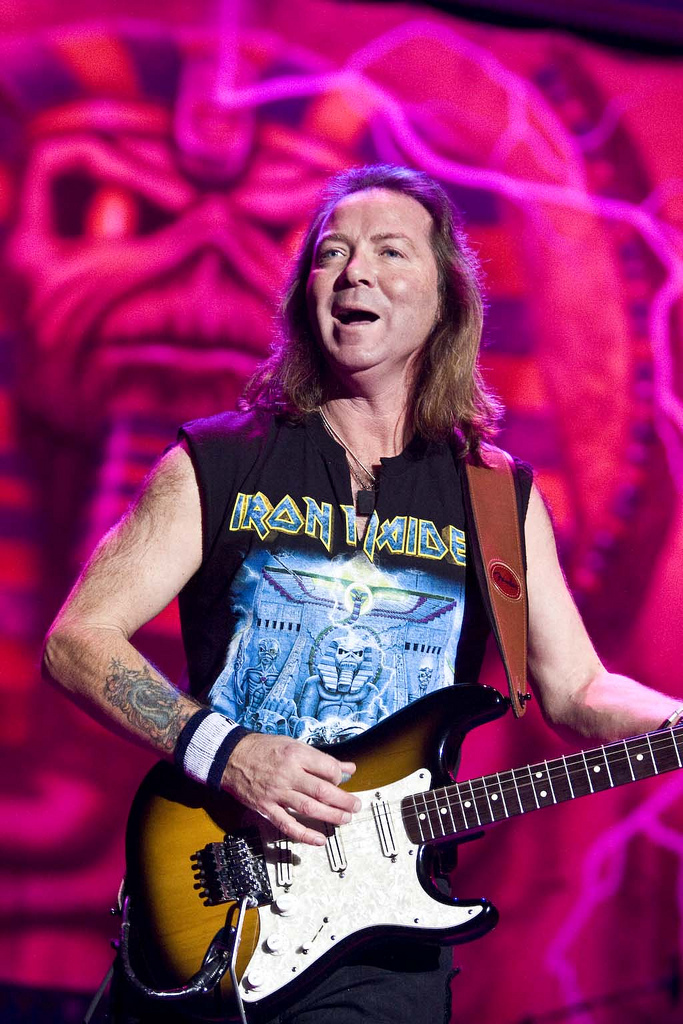
Dave Murray Guitarras
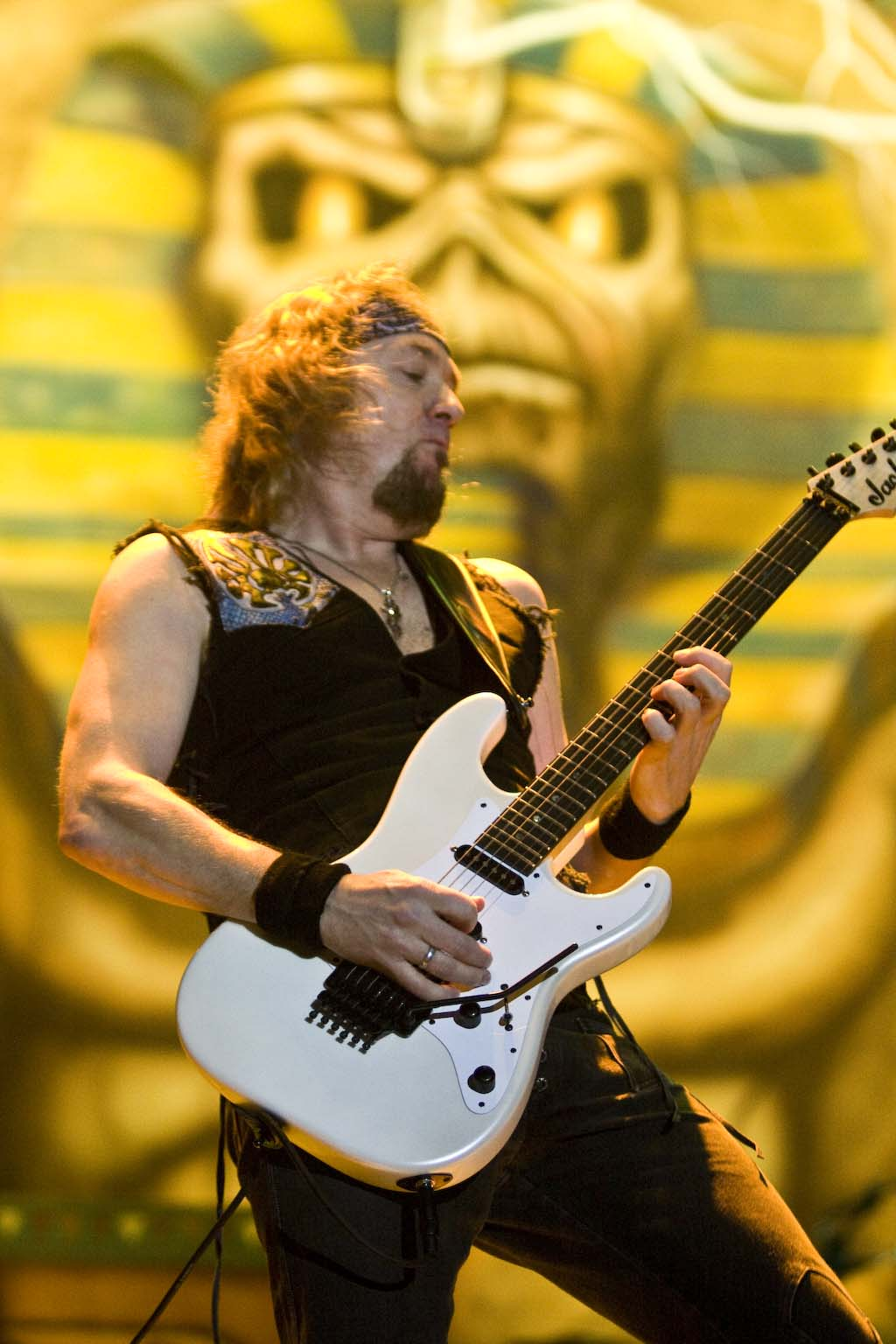
Adrian Smith Guitarras
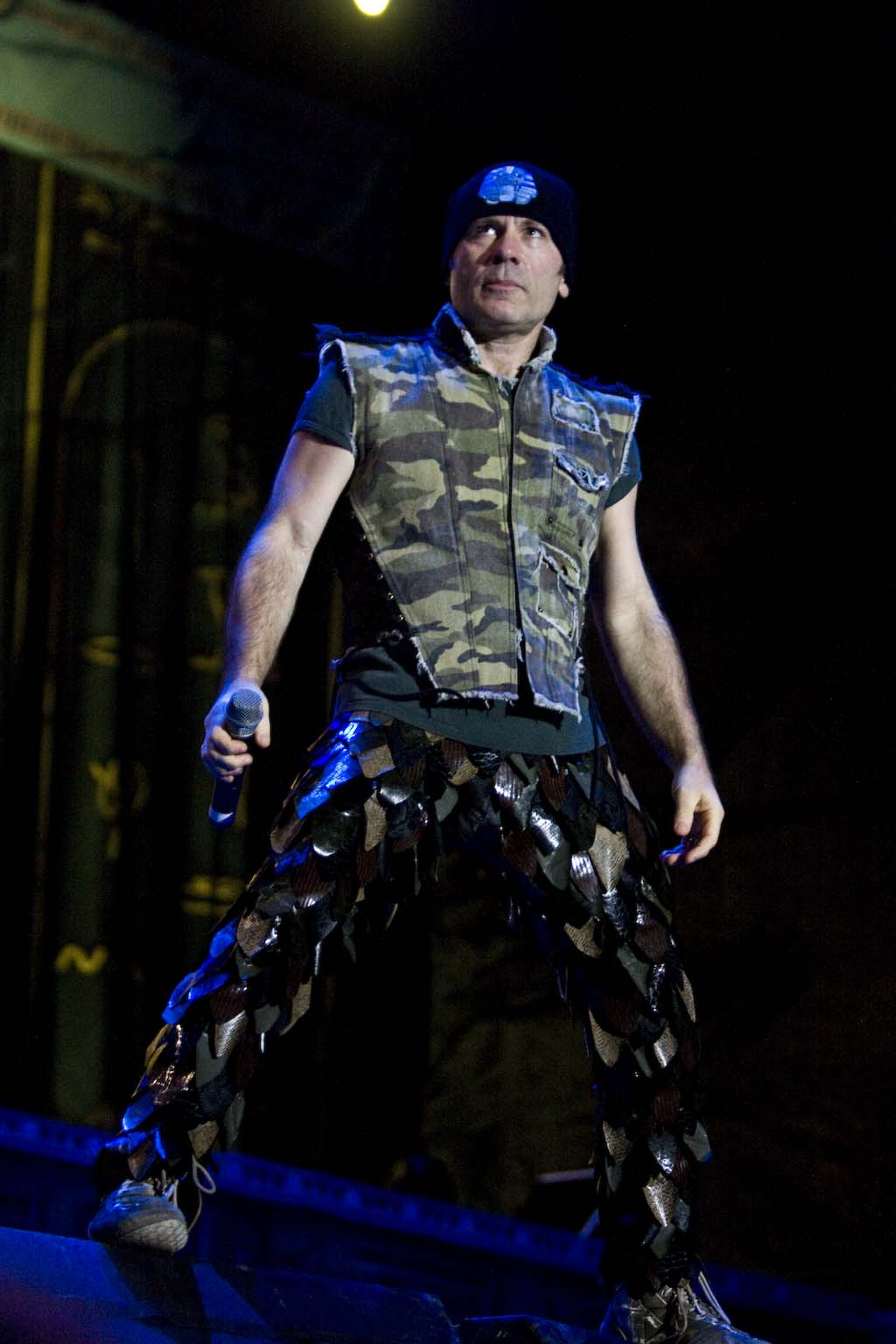
Bruce Dickinson Vocal principal
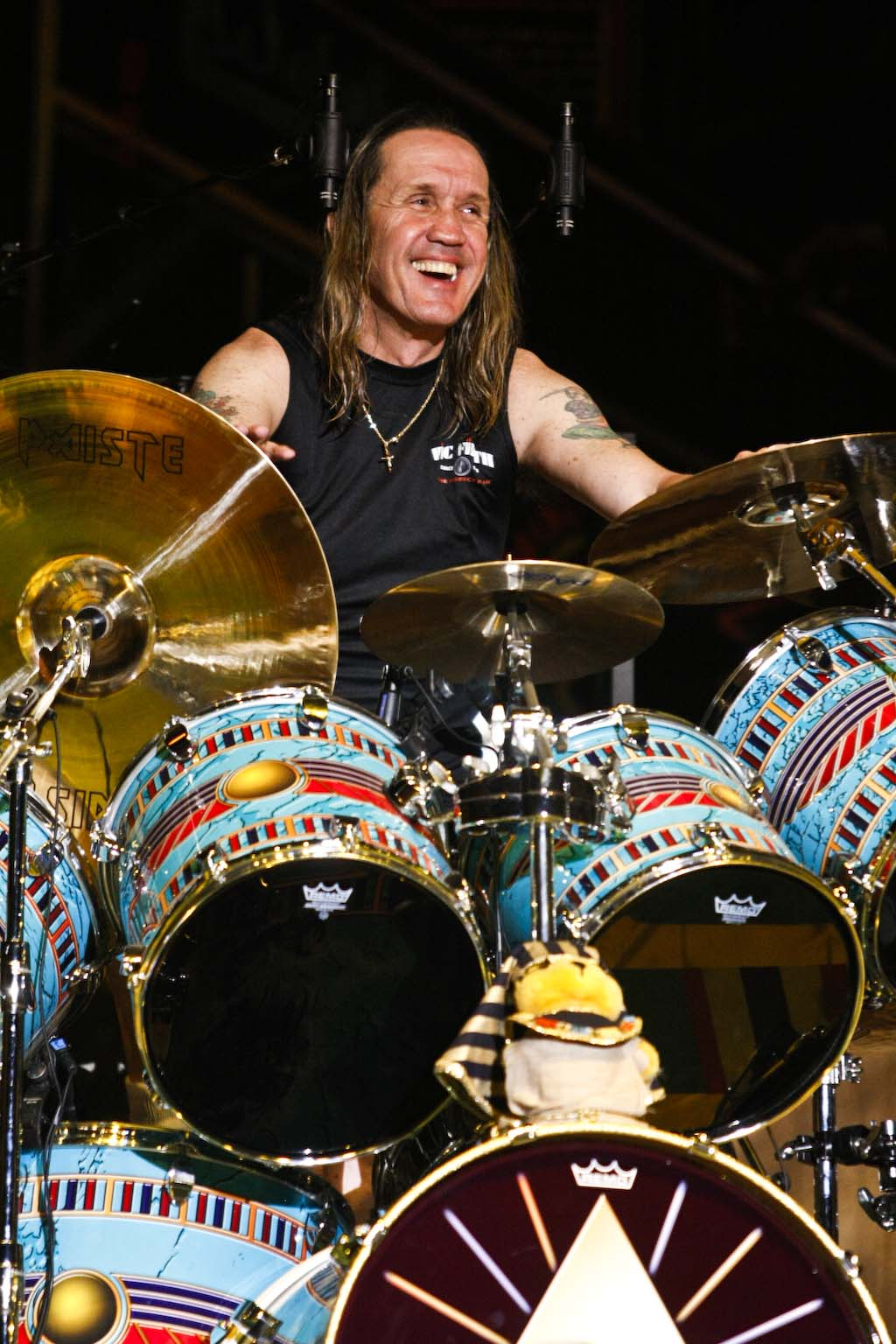
Nicko McBrain Bateria
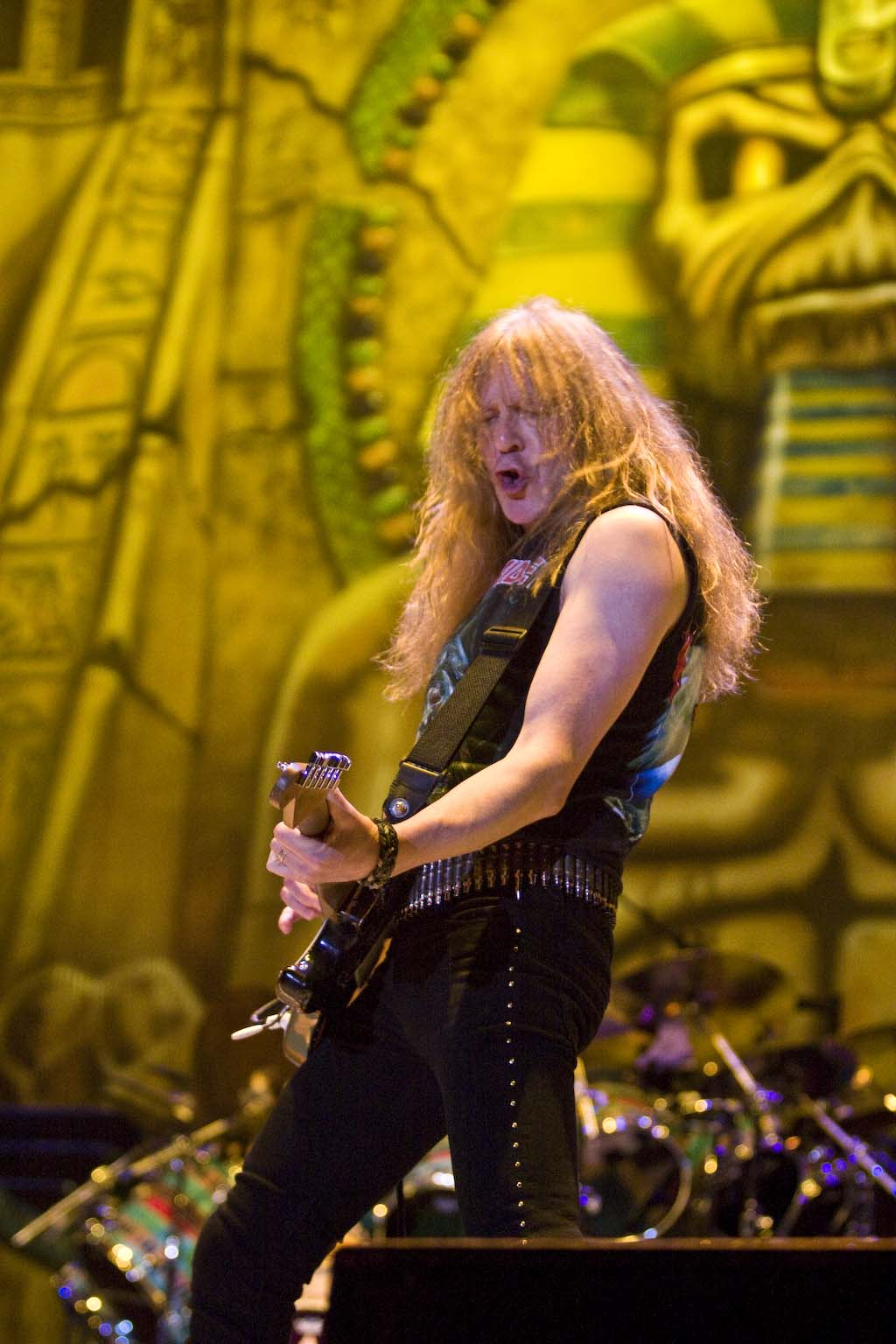
Janick Gers Guitarras

Iron Maiden tocando no Estadio Ricardo Saprissa, Costa Rica em 26 de fevereiro de 2008.

## Ex-membros
Paul Day
Atividade: 1975–1976
Instrumentos: vocais
Contribuições na banda: Nenhuma
Paul Day foi o vocalista original da banda, mas foi o primeiro a deixar o grupo, porque, de acordo com Harris, "ele realmente não tem energia ou carisma suficiente no palco."
Terry Rance
Atividade: 1975–1976
Instrumentos: guitarras
Contribuições na banda: Nenhuma
Como um dos guitarristas originais da banda, Rance discordou da entrada de Dave Murray na banda. Para permitir que Murray se juntasse, Steve Harris temporariamente dissolveu o Iron Maiden em dezembro de 1976 e reformou o grupo logo em seguida sem Rance e Dave Sullivan, outro guitarrista da banda.
Dave Sullivan
Atividade: 1975–1976
Instrumentos: guitarras
Contribuições na banda: Nenhuma
De acordo com Sullivan, ele "não estava muito incomodado" com a perspectiva de Dave Murray se juntar ao grupo. No entanto, juntamente com Rance, Sullivan não foi convidado para se juntar ao Iron Maiden depois que a banda  se separou temporariamente em 1976.
Ron Matthews
Atividade: 1975–1977
Instrumentos: bateria
Contribuições na banda: Nenhuma
De acordo com Matthews, ele foi expulso da banda por Dennis Wilcock.
Dennis Wilcock
Atividade: 1976–1978
Instrumentos: vocais
Contribuições na banda: Nenhuma
Wilcock substituiu o vocalista original Paul Day e foi o primeiro a introduzir efeitos especiais nos shows da banda, incluindo cápsulas de sangue falso (colocadas em sua boca enquanto ele corria com uma espada em seus lábios) e pintura facial. Wilcock convenceu Harris em despedir a maior parte da banda, incluindo Murray, seguindo uma formação que se iniciou depois de um show no bar Bridgehouse, Canning Town, em 1977. Eventualmente, Wilcock decidiu sair do Iron Maiden para formar sua própria banda, "V1".
Bob Sawyer (depois Rob Angelo)
Atividade: 1977
Instrumentos: guitarras
Contribuições na banda: Nenhuma
Bob Sawyer ("Rob Angelo") sempre tentou relegar Murray, resultando em um confronto com Harris (e expulsão do grupo), após fingir tocar guitarra com os dentes quando o público pôde ver que era um truque.
Terry Wapram
Atividade: 1977–1978
Instrumentos: guitarras
Contribuições na banda: Nenhuma
Após a demissão de Murray por Dennis Wilcock, Wapram foi contratado como seu substituto. Tendo tocado no Iron Maiden como único guitarrista, Wapram foi demitido depois de expressar sua insatisfação com a reintegração de Dave Murray após a saída do Wilcock.
Thunderstick (Barry Purkis)
Atividade: 1977
Instrumentos: bateria
Contribuições na banda: Nenhuma
O tempo de Thunderstick na banda foi curto, durando apenas um show no Bridgehouse em 1977. De acordo com Harris, ele se apresentou mal durante todo o show, incluindo um solo particularmente ruim, durante o qual ele gritou obscenidades para a plateia. Thunderstick diria mais tarde que o seu mau desempenho foi causado por uma briga com sua esposa.
Tony Moore
Atividade: 1977
Instrumentos: teclados
Contribuições na banda: Nenhuma
Com Murray e Sawyer expulsos da banda, Harris decidiu tentar a formação com um tecladista. Depois de um show com Moore (o mesmo com Thunderstick na bateria), Harris desistiu da ideia.
Doug Sampson
Atividade: 1977–1979
Instrumentos: bateria
Contribuições na banda: The Soundhouse Tapes (demo de 1979), BBC Archives (quatro canções de 1979)
Sampson conheceu Harris quando ambos eram membros de uma banda chamada Smiler em 1975. Quando Harris formou o Iron Maiden em dezembro, Sampson foi convidado a participar, mas recusou-se, decidindo abandonar a música, embora ele tenha retomado a tocar bateria um pouco mais tarde. Em novembro de 1977, Sampson participou de um único show da banda com Thunderstick e, após uma conversa com Harris, naquela noite, ele concordou em se juntar ao grupo. Sampson permaneceu com a banda até que eles assinaram com a EMI em 1979. Ele foi demitido em 22 de dezembro, por não poder lidar com a agenda da turnê da banda.
Paul Di'Anno
Atividade: 1978–1981
Instrumentos: vocais
Contribuições na banda: Todos lançamentos de The Soundhouse Tapes (EP de demos de 1979) a Maiden Japan (1981)
Após a saída de Dennis Wilcock, a banda passou o verão e o outono de 1978 ensaiando enquanto procura um novo vocalista. Depois de um amigo de Harris ter contado sobre a habilidade de Di'Anno como cantor, o grupo foi assistir uma apresentação dele no bar Red Lion em Leytonstone. Poucas semanas depois, em novembro de 1978, ele fez um teste para a banda, sendo imediatamente contratado. Depois de participar nos primeiros dois álbuns de estúdio do Iron Maiden, Di'Anno foi demitido do grupo devido a sua falta de fiabilidade provocada pelo seu uso de drogas e álcool.
Paul Cairns ("Mad Mac")
Atividade: 1978–1979
Instrumentos: guitarras
Contribuições na banda:  The Soundhouse Tapes (demo de 1979)
De acordo com Doug Sampson, Paul Cairns (também conhecido como "Mad Mac") não se encaixava na banda e saiu depois de três meses. Apesar de não receber crédito, ele gravou a demo The Soundhouse Tapes.
Paul Todd
Atividade: 1979
Instrumentos: guitarras
Contribuições na banda: Nenhuma
Paul Todd entrou para a banda, mas nunca realizou um show com eles, de acordo com Harris, "a namorada dele não deixava-o ir". Todd ficou na banda por uma semana, em junho de 1979.
Tony Parsons
Atividade: 1979
Instrumentos: guitarras e backing vocals
Contribuições na banda: BBC Archives (quatro canções de 1979)
Tony Parsons juntou-se em Setembro de 1979 e permaneceu na banda por pouco mais de dois meses, mas ainda se apresentou com a banda na sexta-feira na BBC Rock Show (mais tarde incluída no álbum BBC Archives). Parsons saiu algumas semanas antes da banda assinar seu contrato com a EMI em dezembro de 1979.
Dennis Stratton
Atividade: 1979–1980
Instrumentos: guitarras e backing vocals
Contribuições na banda: Iron Maiden (1980) e Live!! +one (1980)
Depois do Iron Maiden não ter conseguido contratar Adrian Smith quando assinaram o acordo com a EMI em 1979, Stratton foi convidado para um teste com a banda, por Harris estar ciente de suas habilidades ao vê-lo tocar regularmente com uma banda chamada RDB. Foi durante a gravação de seu primeiro álbum de estúdio que Harris começou a notar que os interesses musicais de Stratton eram diferentes do resto da banda, culminando em uma tentativa de adicionar vocais harmoniosos em "Phantom of the Opera", que Harris removeu. Ele acabou sendo demitido do Iron Maiden depois de uma turnê com o Kiss, durante a qual Stratton passava pouco tempo com o resto do grupo.
Clive Burr
Atividade: 1979–1982
Instrumentos: bateria
Contribuições na banda: Todos lançamentos de Iron Maiden (1980) a The Number of the Beast (1982)
Burr substituiu o anterior baterista Doug Sampson em 26 de dezembro de 1979 por sugestão de Dennis Stratton. Burr foi demitido da banda após a turnê norte-americana em 1982, durante a qual seu desempenho foi afetado pelas suas atividades feitas antes dos shows, que culminou em um incidente quando, de acordo com Harris, Burr "passou a maior parte do show vomitando em um balde ao lado de seu kit de bateria."
Blaze Bayley
Atividade: 1994–1999
Instrumentos: vocais
Contribuições na banda: The X Factor (1995), Best of the Beast (compilação de 1996 - uma nova faixa) e Virtual XI (1998)
Depois de ouvi-lo tocar com sua banda anterior, Wolfsbane, que apoiou o Iron Maiden em sua turnê pelo Reino Unido em 1990, Harris convenceu Bayley a fazer um teste para a banda em 1994. Durante suas duas turnês mundiais com o Iron Maiden, Bayley sofria de problemas vocais, e Janick Gers depois declarou que foi em parte culpa da banda, por forçá-lo a cantar fora de seu vocal natural, e foi demitido da banda em Janeiro de 1999. Embora o grupo estava, naquele momento, negociando o retorno de Bruce Dickinson para Iron Maiden, Harris afirma que Bayley ainda teria sido convidado a deixar a banda mesmo se Dickinson não tivesse voltado.

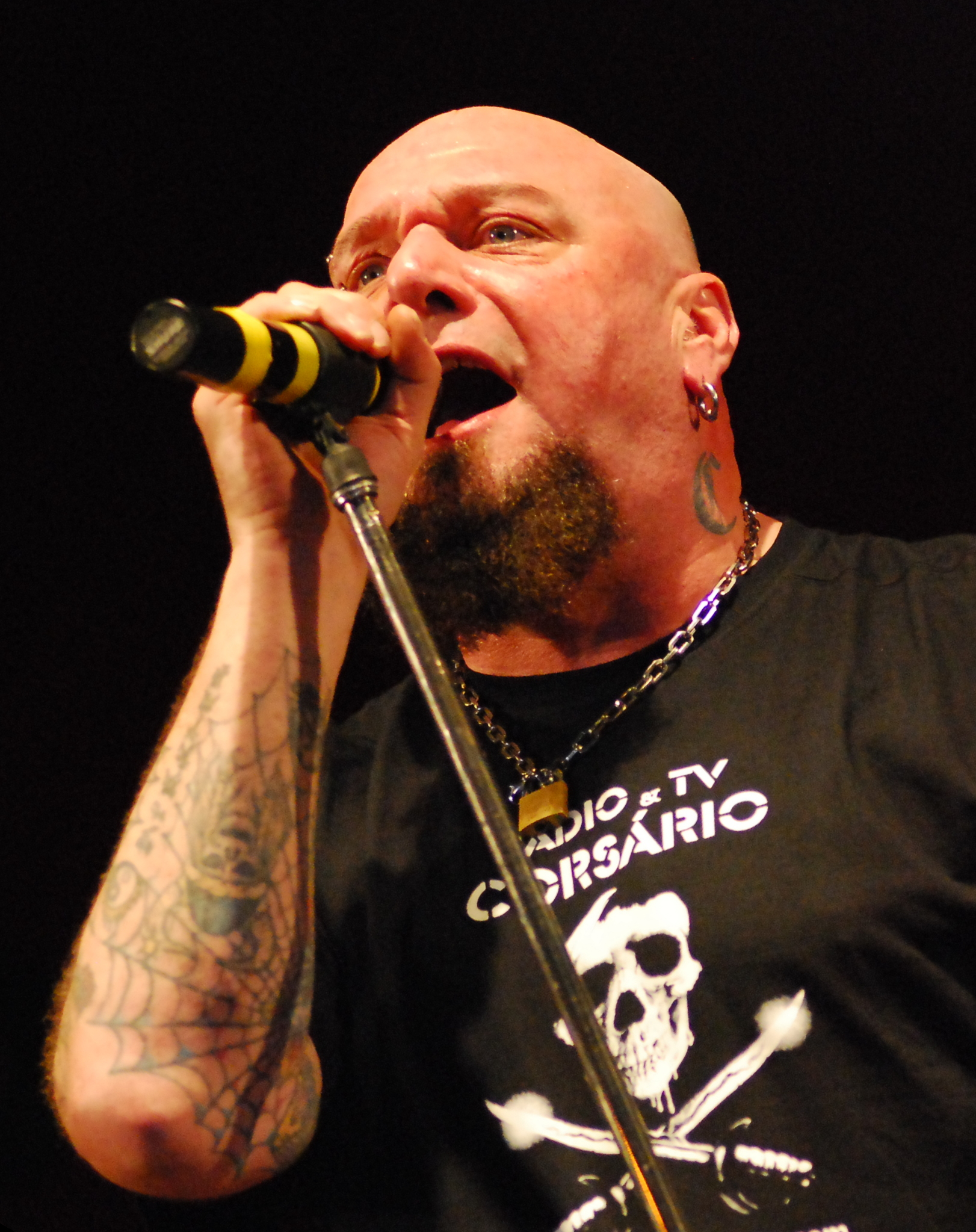
Paul Di'Anno
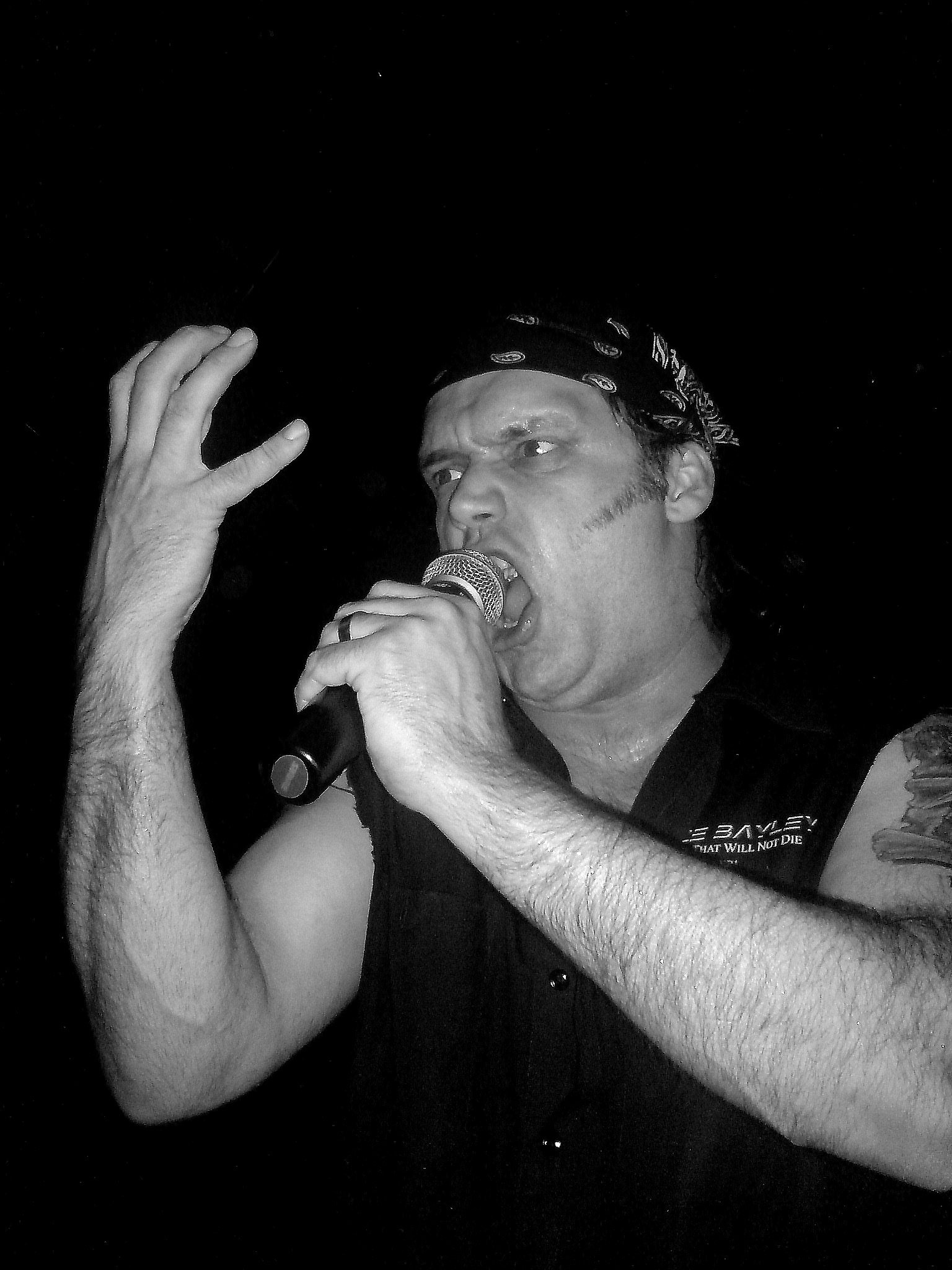
Blaze Bayley
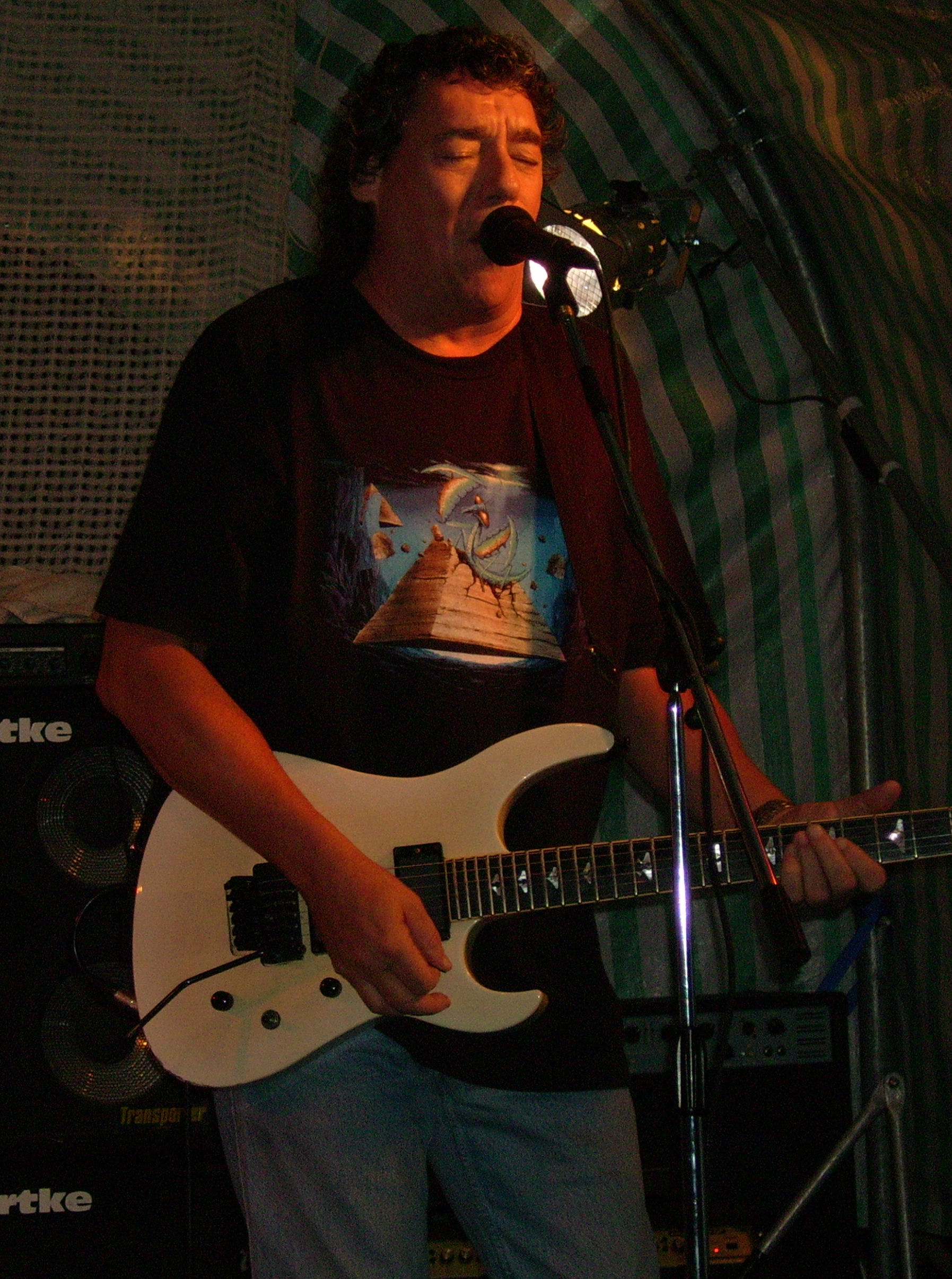
Dennis Stratton

## Membros de turnê
Michael Kenney
Atividade: 1988–presente
Instrumentos: teclados
Contribuições na banda: Todos lançamentos do Iron Maiden de No Prayer for the Dying (1990) a Virtual XI (1998), e os álbuns ao vivo desde Maiden England (1989)
Em 1980 Michael Kenney foi contratado pela banda como técnico de baixo. Após Seventh Son of a Seventh Son  em que os teclados da banda foram utilizados pela primeira vez, Harris insistiu que Kenney executasse as partes de teclado ao vivo sob o pseudônimo de "The Count" (o Conde). Após essa turnê, Kenney contribui com teclados em seus próximos quatro álbuns de estúdio, até que Steve Harris assumiu tocar as teclas com colaboração de Kenney. Ele ainda fornece  teclados ao vivo para banda, embora, ao contrário da 7th Tour of a 7th Tour durante o qual ele se apresentou em um elevadiço, Kenney agora toca atrás do palco.

## Linha do tempo

### Músicos por álbuns
| Função   | Álbum              | Álbum          | Álbum                          | Álbum                                                                                               | Álbum                                                  | Álbum               | Álbum                         | Álbum | Álbum                         |
| Função   | Iron Maiden (1980) | Killers (1981) | The Number of the Beast (1982) | Piece of Mind (1983) Powerslave (1984) Somewhere in Time (1986) Seventh Son of a Seventh Son (1988) | No Prayer for the Dying (1990) Fear of the Dark (1992) | The X Factor (1995) | Virtual XI (1998)             | Brave New World (2000) Dance of Death (2003) A Matter of Life and Death (2006) The Final Frontier (2010) | The Book of Souls (2015)      |
| -------- | ------------------ | -------------- | ------------------------------ | --------------------------------------------------------------------------------------------------- | ------------------------------------------------------ | ------------------- | ----------------------------- | --- | ----------------------------- |
| Vocais   | Paul Di'Anno       | Paul Di'Anno   | Bruce Dickinson                | Bruce Dickinson                                                                                     | Bruce Dickinson                                        | Blaze Bayley        | Blaze Bayley                  | Bruce Dickinson                                                                                          | Bruce Dickinson               |
| Guitarra | Dave Murray        | Dave Murray    | Dave Murray                    | Dave Murray                                                                                         | Dave Murray                                            | Dave Murray         | Dave Murray                   | Dave Murray                                                                                              | Dave Murray                   |
| Guitarra | Dennis Stratton    | Adrian Smith   | Adrian Smith                   | Adrian Smith                                                                                        | Janick Gers                                            | Janick Gers         | Janick Gers                   | Janick Gers                                                                                              | Janick Gers                   |
| Guitarra | N/A                | N/A            | N/A                            | N/A                                                                                                 | N/A                                                    | N/A                 | N/A                           | Adrian Smith                                                                                             | Adrian Smith                  |
| Baixo    | Steve Harris       | Steve Harris   | Steve Harris                   | Steve Harris                                                                                        | Steve Harris                                           | Steve Harris        | Steve Harris                  | Steve Harris                                                                                             | Steve Harris                  |
| Bateria  | Clive Burr         | Clive Burr     | Clive Burr                     | Nicko McBrain                                                                                       | Nicko McBrain                                          | Nicko McBrain       | Nicko McBrain                 | Nicko McBrain                                                                                            | Nicko McBrain                 |
| Teclado  | N/A                | N/A            | N/A                            | N/A                                                                                                 | Michael Kenney                                         | Michael Kenney      | Michael Kenney & Steve Harris | Steve Harris                                                                                             | Michael Kenney & Steve Harris |